# Oroya
Oroya  este un gen de cactus aparținând familiei Cactaceae și este nativ de Peru.

## Specii
Oroya borchersii

Oroya neoperuviana

Oroya peruviana

etc.